# Bannana crassispina
Espèce
Bannana crassispina est une espèce d'araignées aranéomorphes de la famille des Oonopidae.

## Distribution
Cette espèce est endémique du Yunnan en Chine,. Elle se rencontre dans le xian de Mengla entre 598 et 656 m d'altitude.

## Description

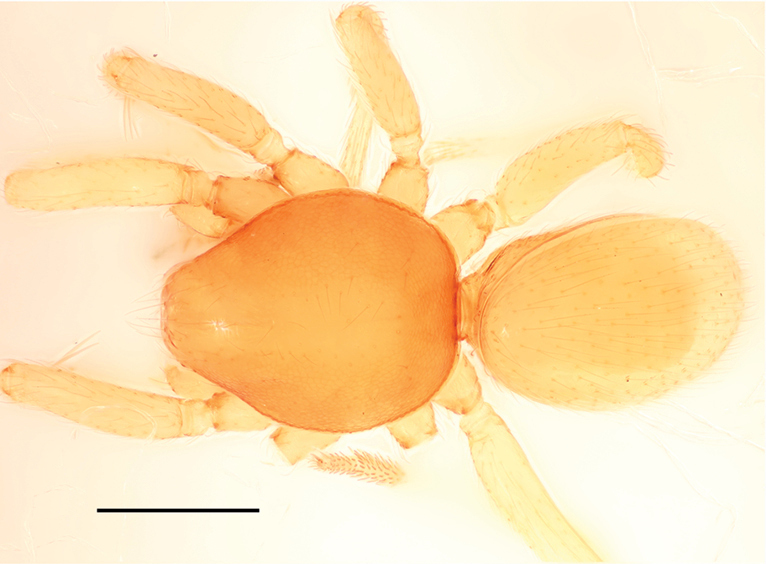
Bannana crassispina ♂

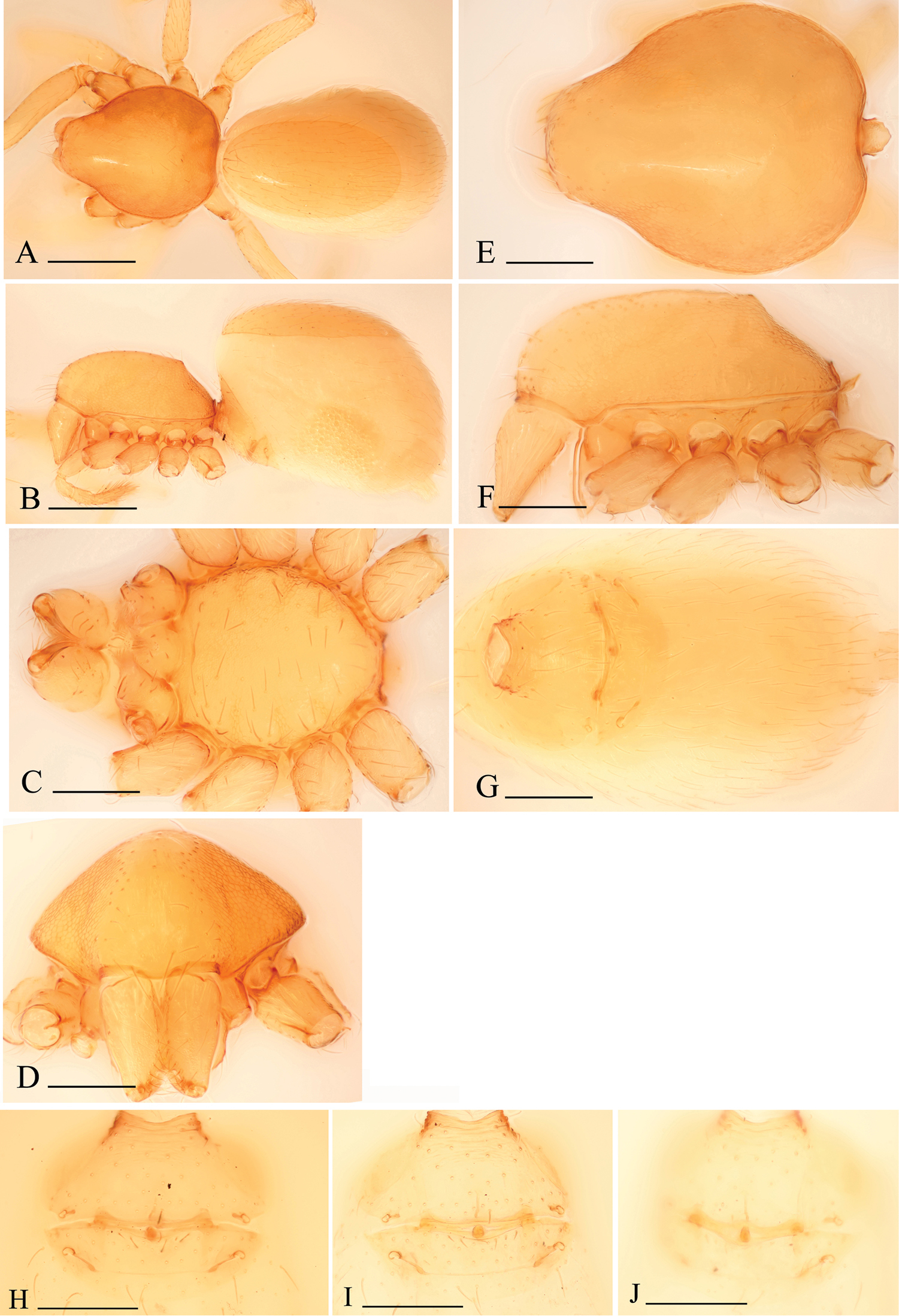
Bannana crassispina ♀

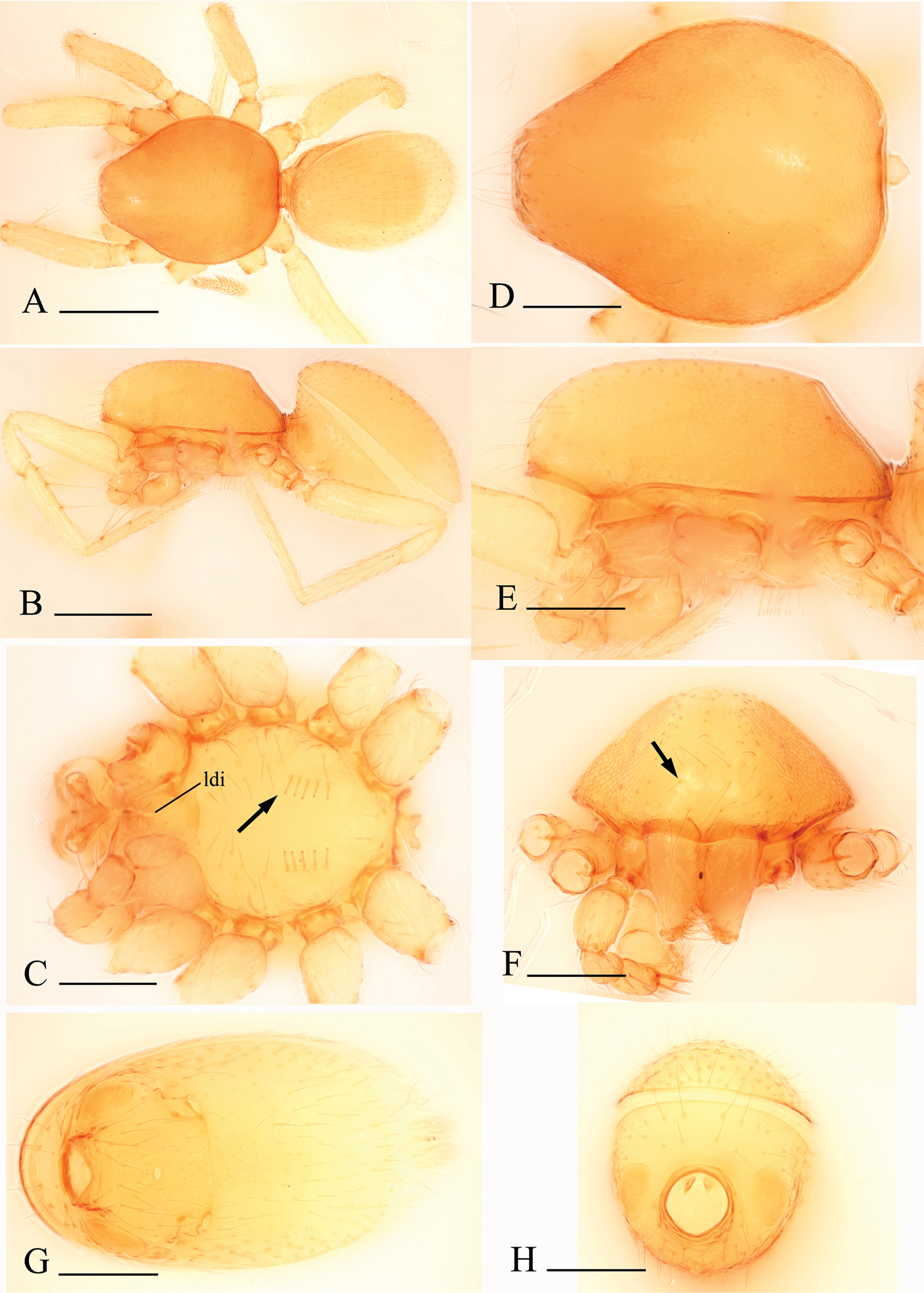
Bannana crassispina ♂

Le mâle holotype mesure 1,47 mm et la femelle paratype 1,78 mm.

## Publication originale
- Tong & Li, 2015 : One new genus and two new species of oonopid spiders from Xishuangbanna Rainforest, southwestern China (Araneae, Oonopidae). ZooKeys, no 494, p. 1-12 (texte intégral).